# Suriname nos Jogos Olímpicos de Verão de 2020
O Suriname deverá competir nos Jogos Olímpicos de Verão de 2020 em Tóquio. Originalmente programados para ocorrerem de 24 de julho a 9 de agosto de 2020, os Jogos foram adiados para 23 de julho a 8 de agosto de 2021, por causa da pandemia COVID-19. Será a 14ª participação da nação nos Jogos Olímpicos de Verão.

## Competidores
Abaixo está a lista do número de competidores nos Jogos.
| Esporte   | Masculino | Feminino | Total |
| --------- | --------- | -------- | ----- |
| Badminton | 1         | 0        | 1     |
| Ciclismo  | 1         | 0        | 1     |
| Natação   | 1         | 0        | 1     |
| Total     | 3         | 0        | 3     |

## Badminton
Suriname recebeu um convite da Comissão Tripartite da Badminton World Federation.
| Atleta     | Evento               | Fase de grupos       | Fase de grupos       | Fase de grupos       | Fase de grupos | Eliminação           | Quartas-de-final     | Semifinal            | Final / BM           | Final / BM |
| Atleta     | Evento               | Adversário Resultado | Adversário Resultado | Adversário Resultado | Posição        | Adversário Resultado | Adversário Resultado | Adversário Resultado | Adversário Resultado | Posição    |
| ---------- | -------------------- | -------------------- | -------------------- | -------------------- | -------------- | -------------------- | -------------------- | -------------------- | -------------------- | ---------- |
| Sören Opti | Individual masculino | CHN Shi ( , )        | MLT Abela ( , )      |                      |                |                      |                      |                      |                      |            |

## Ciclismo

### Pista
Após o término do Campeonato Mundial de Ciclismo de Pista de 2020, o Suriname inscreveu um ciclista para competir na velocidade masculina e no keirin nos Jogos, baseado no Ranking Olímpico individual da UCI. Isso marcou o retorno da nação no esporte pela primeira vez desde Barcelona 1992. 
Velocidade
| Atleta          | Evento               | Qualificação            | Qualificação | Rodada 1                           | Repescagem 1                       | Rodada 2                           | Repescagem 2                       | Quartas-de-final                   | Semifinais                         | Final                              | Final   |
| Atleta          | Evento               | Tempo Velocidade (km/h) | Posição      | Adversário Tempo Velocidade (km/h) | Adversário Tempo Velocidade (km/h) | Adversário Tempo Velocidade (km/h) | Adversário Tempo Velocidade (km/h) | Adversário Tempo Velocidade (km/h) | Adversário Tempo Velocidade (km/h) | Adversário Tempo Velocidade (km/h) | Posição |
| --------------- | -------------------- | ----------------------- | ------------ | ---------------------------------- | ---------------------------------- | ---------------------------------- | ---------------------------------- | ---------------------------------- | ---------------------------------- | ---------------------------------- | ------- |
| Jair Tjon En Fa | Velocidade masculino |                         |              |                                    |                                    |                                    |                                    |                                    |                                    |                                    |         |

Keirin
| Atleta          | Evento           | 1ª rodada | Repescagem | 2ª rodada | 3ª rodada | Final   |
| Atleta          | Evento           | Posição   | Posição    | Posição   | Posição   | Posição |
| --------------- | ---------------- | --------- | ---------- | --------- | --------- | ------- |
| Jair Tjon En Fa | Keirin masculino |           |            |           |           |         |

## Natação
O Suriname inscreveu um atleta para a competição, após ter atingido o Tempo de Seleção Olímpica (OST). 
| Atleta           | Evento                | Eliminatória | Eliminatória | Semifinal | Semifinal | Final | Final   |
| Atleta           | Evento                | Tempo        | Posição      | Tempo     | Posição   | Tempo | Posição |
| ---------------- | --------------------- | ------------ | ------------ | --------- | --------- | ----- | ------- |
| Renzo Tjon-A-Joe | 50 m livre masculino  |              |              |           |           |       |         |
| Renzo Tjon-A-Joe | 100 m livre masculino |              |              |           |           |       |         |